# Pero Martins
Pero Martins (fl. XIII secolo) è stato un trovatore portoghese, attivo nel secondo quarto del XIII secolo.
Della sua opera si conserva solamente una tenzón insieme a un certo "Vasco", che forse si potrebbe identificare con Vasco Gil, in merito all'Ordine degli Ospitalieri.